# Джованни, Жозе
Жозе (ошибочно: Хосе) Джованни (фр. José Giovanni) (22 июня 1923, Париж — 24 апреля 2004, Лозанна) — франко-швейцарский писатель и кинематографист. Настоящее имя — Жозеф Дамиани.

## Биография

### Юность

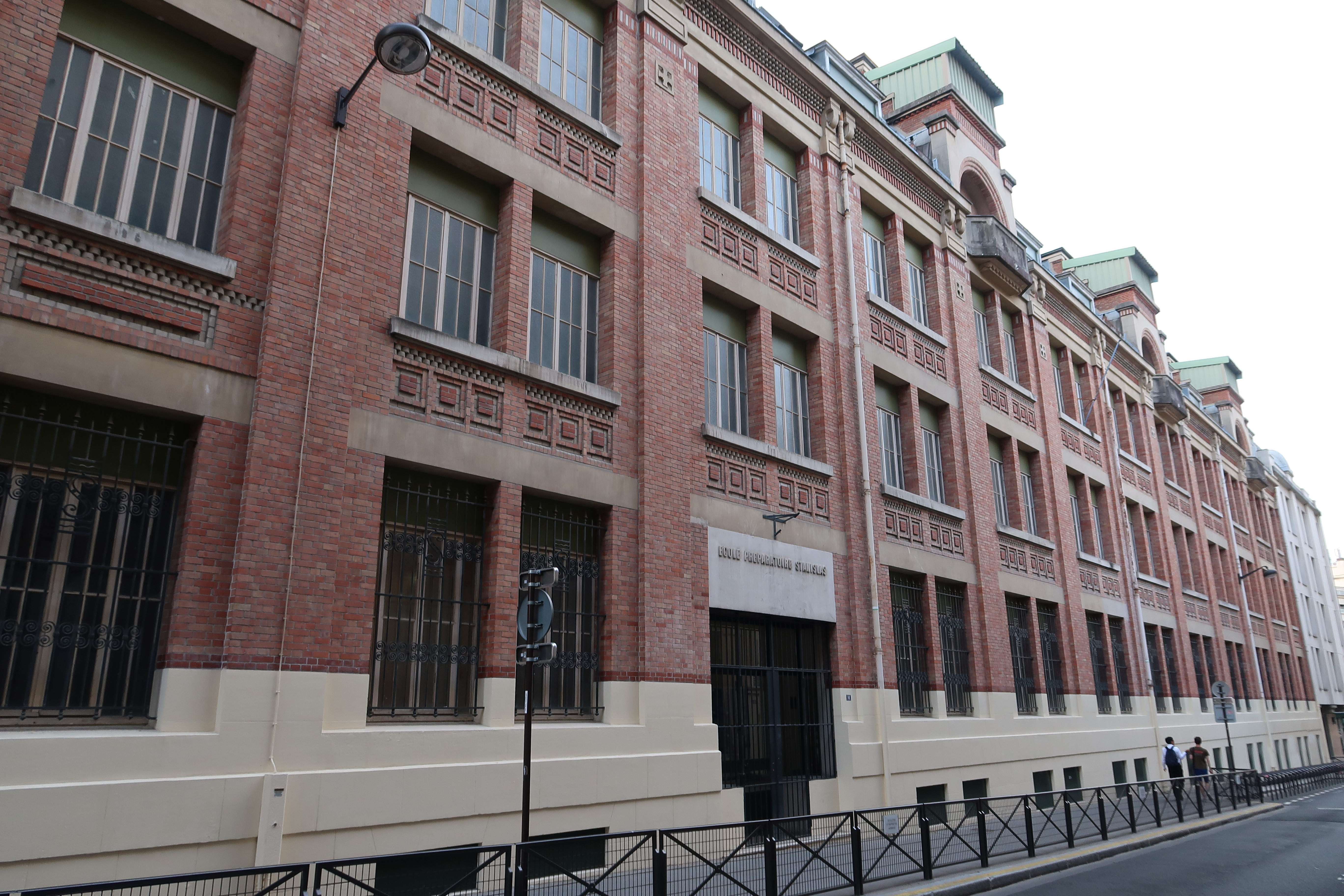
Колледж «Станислас»

Жозеф Дамиани родился в семье выходцев из Корсики. Он получил неплохое образование в престижных учебных заведениях — лицее Жансон-де-Сайи и колледже «Станислас» (названном в честь короля Польши Станислава Лещинского). Однако, перепробовав множество занятий, так и не нашёл себя. Работал мойщиком посуды в вагоне-ресторане, лесорубом, шахтёром, ныряльщиком, официантом в ресторане отеля в Шамони. Увлёкшись альпинизмом, он становится горным проводником. А в годы войны, по его собственным словам, участвовал в Сопротивлении в составе группы «Молодёжь и горы». Согласно другим источникам, «если и не гестаповец, то, по меньшей мере, сообщник убийц из французского гестапо».

### Тюрьма
В 1945 году Жозеф и его старший брат приезжают в Париж и вступают в небольшую банду грабителей, созданную их дядей с материнской стороны. В том же году во время одного из налётов в ходе завязавшейся перестрелки хозяин дома, защищаясь, получил смертельную пулю. Погибли также дядя и брат Дамиани. Последний был арестован как соучастник преступления, хотя даже не держал в руках оружия (это подтвердилось в ходе процесса). Почти три года длилось следствие. 17 ноября 1948 года суд приговорил Жозефа Дамиани и его сообщника Жоржа Аккада к смертной казни. В течение долгих месяцев Жозеф находится в камере смертников, ожидая гильотины. Ему удалось избежать смерти благодаря стараниям хлопотавшего за него отца. Президент Франции Венсан Ориоль заменяет обоим преступникам смертную казнь на 20 лет принудительных работ. В 1956 году после одиннадцати лет, проведённых в заключении, Дамиани выходит на свободу. В 1986 году состоялся новый судебный процесс по делу 1945 года, после которого писатель был полностью реабилитирован.

### Кинематограф
Успех романов «Чёрной серии» привлек к Жозе Джованни и внимание кинематографистов, тем более что полицейская и судебная тематика всегда являлась традиционной для французского кино. В 1959 году режиссёр Жак Беккер предложил Джованни написать сценарий по роману «Дыра» и стать техническим консультантом картины. Так началась долгая кинематографическая карьера Жозе Джованни, в которой он выступал как актёр, сценарист и режиссёр. Экранизация «Дыры» Жака Беккера вышла в 1960 году. За ней последовали и другие — «Взвесь весь риск» Клода Соте, «Месть Марсельца» Жана Беккера по роману «Отлучённый» (в 1972 году Джованни сам снимает ремейк по своему роману, подобрав для фильма синонимичное название La Scoumoune), «Второе дыхание» Жан-Пьера Мельвиля (ремейк этой ленты в 2007 году, через три года после смерти Джованни, снял Ален Корно). В 1967 году Робер Энрико экранизирует роман «Искатели приключений». И в том же году Джованни снимает свою киноверсию этого романа, но уже под названием «Закон выжившего»
В 1995 году Джованни пишет роман «У него в сердце были сады, которых никто не мог найти» (Il avait dans le coeur des jardins introuvables), посвящённый отцу. В одном из интервью он признался, что не видит в роли своего отца никого, кроме Бруно Кремера. В 2001 году Джованни снял по этому роману фильм «Мой отец, он спас мне жизнь» с Бруно Кремером в главной роли.

### Итоги жизни
Всего Жозе Джованни написал двадцать романов, две книги воспоминаний и тридцать три сценария. Он поставил пятнадцать кинофильмов и пять телефильмов. Пребывание писателя в камере смертников наложило отпечаток на всё его творчество. Он был против смертной казни и выразил свои взгляды во многих произведениях — прежде всего в таких лентах, как «Двое в городе» и «Чёрная мантия для убийцы». До конца жизни Джованни выдавал себя за героя Сопротивления, и только в последние годы правда стала выходить наружу.
С 1969 года Джованни жил в Швейцарии с женой и детьми (последние годы в Лозанне). В ночь на 20 апреля 2004 года он внезапно почувствовал себя плохо и был помещён в одну из лозаннских больниц. Там он прожил всего четыре дня. 24 апреля в 2 часа ночи Жозе Джованни скончался от кровоизлияния в мозг. Похоронен в Сальване (кантон Вале).

## Романы
- 1957: Le Trou («Дыра»)
- 1958: Le Deuxième Souffle («Второе дыхание»)
- 1958: Classe tous risque («Просчитай все риски»)
- 1958: L’Excommunié («Отлучённый»)
- 1959: Histoire de fou («История сумасшедшего»)
- 1960: Les Aventuriers («Искатели приключений»)
- 1960: Le Haut-Fer
- 1964: Ho! («О!»)
- 1964: Meurtre au sommet («Убийство на вершине»)
- 1983: Le Ruffian («Бандит»)
- 1983: Le Musher
- 1995: Il avait dans le cœur des jardins introuvables («У него в сердце были сады, которых никто не мог найти», премия Леото, 1995)
- 1995: La Mort du poisson rouge («Смерть золотой рыбки», премия Шарля Эксбрая, 1997)
- 1995: Chemins fauves («Дикие дороги»)
- 1995: Comme un vol de vautours («Как грифы в полете»)
- 1995: Le pardon du grand Nord («Прощение севера»)

На русском языке в 2000 г. издательством «Терра-Книжный Клуб» выпущен сборник романов Джованни.

## Фильмография

### Актёрские работы
- 1963: «Симфония для бойни» Жака Дере с Шарлем Ванелем и Мишелем Оклером
- 2001: «Раскаяние» Летиции Массон с Изабель Аджани и Сами Фреем

### Режиссура, сценарии, диалоги
(Р): режиссёр, (С): сценарист, (Д): автор диалогов, (АС): автор романа и оригинального сценария
- 1960: «Женская разборка» Алекса Жоффе (С) с Надей Тиллер и Робером Оссейном
- 1960: «Дыра» Жака Беккера (С, АС) с Раймоном Менье и Мишелем Константеном
- 1960: «Взвесь весь риск» Клода Соте (С, Д, АС) с Жан-Полем Бельмондо и Лино Вентурой
- 1961: «Человек по имени Ла Рокка» Жана Беккера (Д, АС) с Жан-Полем Бельмондо
- 1963: «Симфония для бойни» Жака Дере (С) с Шарлем Ванелем и Мишелем Оклером
- 1963: «Разборка в Токио» Жака Дере (Д)
- 1965: «Человек из Марракеша» Жака Дере (С) с Клодин Огер и Ренато Бальдини
- 1965: «Лужёные глотки» Робера Энрико (Д) с Бурвилем и Лино Вентурой
- 1966: «Под чужой личиной» Жака Дере (С)
- 1966: «Второе дыхание» Жан-Пьера Мельвиля (АС) с Лино Вентурой
- 1967: «Искатели приключений» Робера Энрико (С, Д, АС) с Лино Вентурой и Аленом Делоном
- 1967: «Закон выжившего» (Р, АС) с Мишелем Константеном
- 1968: «Хищник» (Р, С) с Лино Вентурой
- 1968: "Зовите меня «О»! Робера Энрико (С) с Жан-Полем Бельмондо и Джоанной Шимкус
- 1969: «Последний известный адрес» (Р, С) с Лино Вентурой и Полем Кроше
- 1969: «Сицилийский клан» Анри Вернея (С) с Жаном Габеном, Лино Вентурой и Аленом Делоном
- 1970: «Билет в одну сторону» (Р, С)
- 1971: «Куда направился Том?» (Р, С) с Руфусом
- 1972: «Клан марсельцев» (Р, АС) с Жан-Полем Бельмондо
- 1973: «Двое в городе» (Р, С) с Жаном Габеном и Аленом Делоном
- 1975: «Цыган» (Р, С) с Аленом Делоном и Анни Жирардо
- 1976: «Как бумеранг» (Р, С) с Аленом Делоном и Карлой Гравиной
- 1979: «Водостоки рая» (Р, С) с Жан-Франсуа Бальмером и Франсисом Юстером (по роману Альберто Спаджари)
- 1980: «Чёрная мантия для убийцы» (Р, С) с Анни Жирардо и Клодом Брассером
- 1983: «Бандит» (Р, АС) с Лино Вентурой (по роману «Бандиты»)
- 1985: «Среди волков» (Р, С) с Клодом Брассером
- 1988: «Мой друг — предатель» (Р, С) с Андре Дюссолье
- 2000: «Мой отец, он спас мне жизнь» (Р, С, Д) с Бруно Кремером
- 2007: «Второе дыхание» Алена Корно (АС) с Даниелем Отеем